# Julianes Sturz in den Dschungel
Julianes Sturz in den Dschungel (Engels: Wings of Hope) is een in 1998 gemaakte tv-documentaire geregisseerd door Werner Herzog. De film gaat nader in op het verhaal van Juliane Koepcke die de enige overlevende was van een vliegramp uit 1971 in Peru (LANSA-vlucht 508) waarbij het vliegtuig na een blikseminslag explodeerde en in stukken naar beneden stortte. Herzog was sterk geïnspireerd omdat hij in 1971 op het nippertje niet met dit vliegtuig was gereisd toen hij in Peru was voor het zoeken naar locaties van zijn film Aguirre, the Wrath of God. 
In deze documentaire bezoekt Herzog samen met Koepcke de plaatsen waar het allemaal gebeurde. Ze boeken een vlucht van Lima naar Pucallpa (met een andere luchtvaartmaatschappij) en Koepcke zit op praktisch dezelfde plaats als tijdens de ramp. Ze bezoeken het oerwoud en vinden in de bosbodem, vaak overwoekerde onderdelen van het vliegtuig. Ze bezoeken de bron, het beekje en de rivier waarlangs zij toen tien dagen lang lopend, wadend en zwemmend op zoek was gegaan naar menselijke bewoning. In de film ontmoeten ze in een klein dorpje een van de drie mannen die haar in 1971 in veiligheid hadden gebracht.
Koepcke heeft jarenlang de publiciteit geschuwd omdat ze onmiddellijk na haar redding een enorme media-aandacht kreeg en hieronder dreigde te bezwijken. Daarom kostte het Werner Herzog grote moeite met haar in contact te komen. Werner Herzog kwam in München met haar in contact via de geestelijke die de uitvaart voor Julianes moeder, de ornitholoog Maria Koepcke had verzorgd. Maria was ook een van de slachtoffers van de ramp en zat naast haar dochter in het vliegtuig.
Pas in 2011, veertig jaar na de ramp en dertien jaar na deze documentaire, schrijft Juliane haar autobiografie (Toen ik uit de lucht viel) en roemt daarin de in 1998 gemaakte documentaire. Ze is lovend over Werner Herzog, over zijn manier van vragen stellen en luisteren. Ze beschouwde de medewerking aan deze film als een soort therapie die haar hielp om in 2011 zelf een boek te publiceren over haar avontuur.

## Bron
- Juliane Koepcke: Als ich vom Himmel fiel: wie mir der Dschungel mein Leben zurückgab. Mlik, München 2011, ISBN 978-3-89029-389-9.